# Rensselaer Plateau
Rensselaer Plateau – niewielka wyżyna leżąca w centralnej części hrabstwa Rensselaer w amerykańskim stanie Nowy Jork. 
Obejmuje swoim zasięgiem miejscowości Berlin, Stephentown, Sand Lake, Poestenkill i Grafton.  Wyżyna wznosi się od  425 do 610 m n.p.m. Roślinność wyżynna bardzo podobna do tej występującej  w górach Adirondak, zawierająca bujny drzewostan sosny wejmutki, choiny kanadyjskiej, świerku czerwonego i  jodły balsamicznej, dodatkowo w mniejszym zakresie sosny czerwonej.  Mimo że większość drzewostanu wyżyny Rensselaer została wycięta w pierwszej połowie XX wieku, rolnictwo nie rozwinęło się, ze względu na słabą jakość gleby występującej na tym terenie, w wyniku czego nastąpiła szybka  regeneracja i odnowa drzewostanu.